# Dallas Texans (NFL)

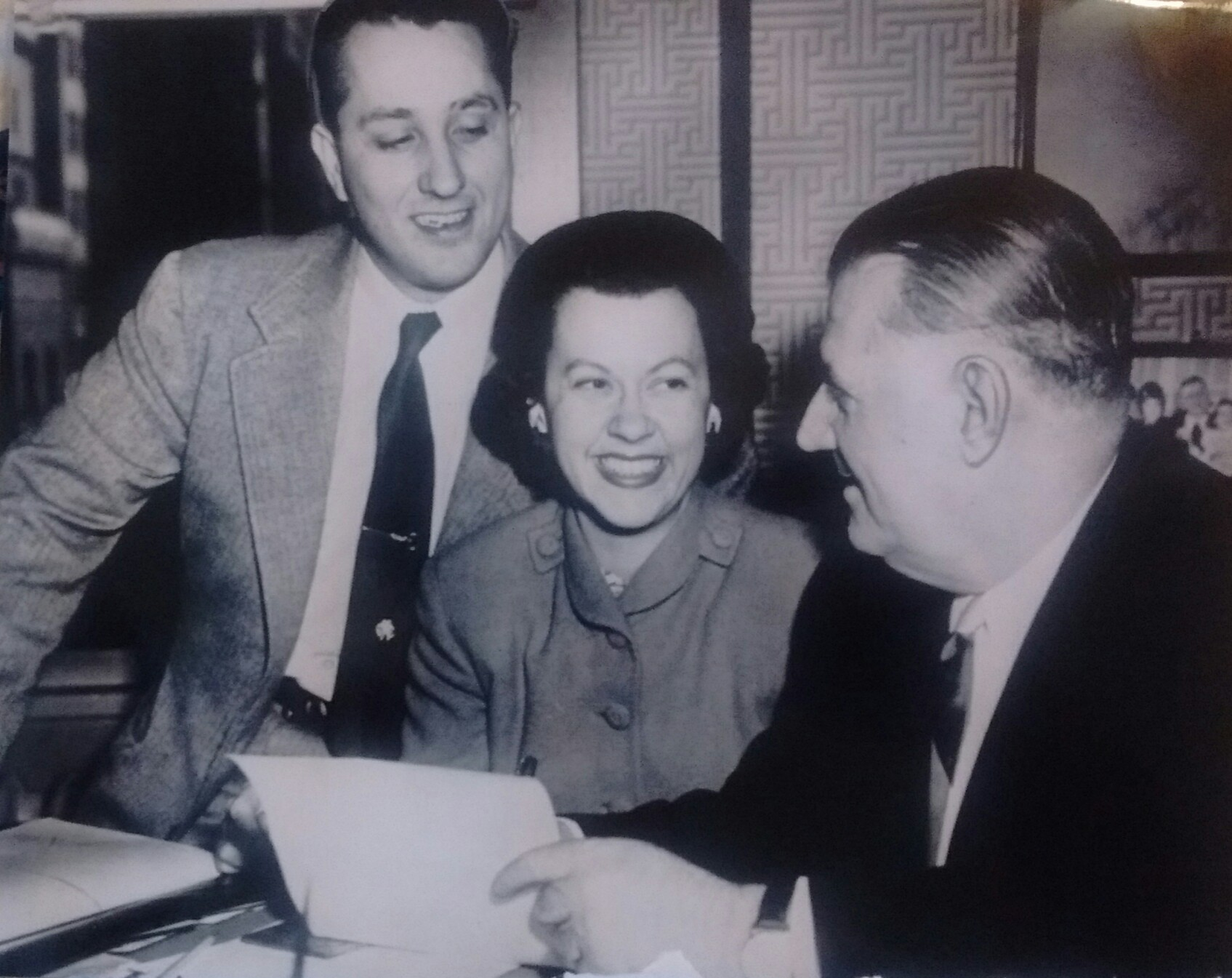
Giles E. Miller mit seiner Frau Betty und dem NFL-Commissioner Bert Bell bei der Unterzeichnung des Franchises im Januar 1952

Die Dallas Texans waren ein American-Football-Team der US-amerikanischen National Football League (NFL) aus Dallas. Das Team gewann in der Saison 1952 nur eines seiner zwölf Spiele und gilt damit als eines der schlechtesten Teams in der Geschichte der Liga. Die Dallas Texans waren das bisher letzte Team der NFL das den Spielbetrieb einstellen musste.

## Geschichte

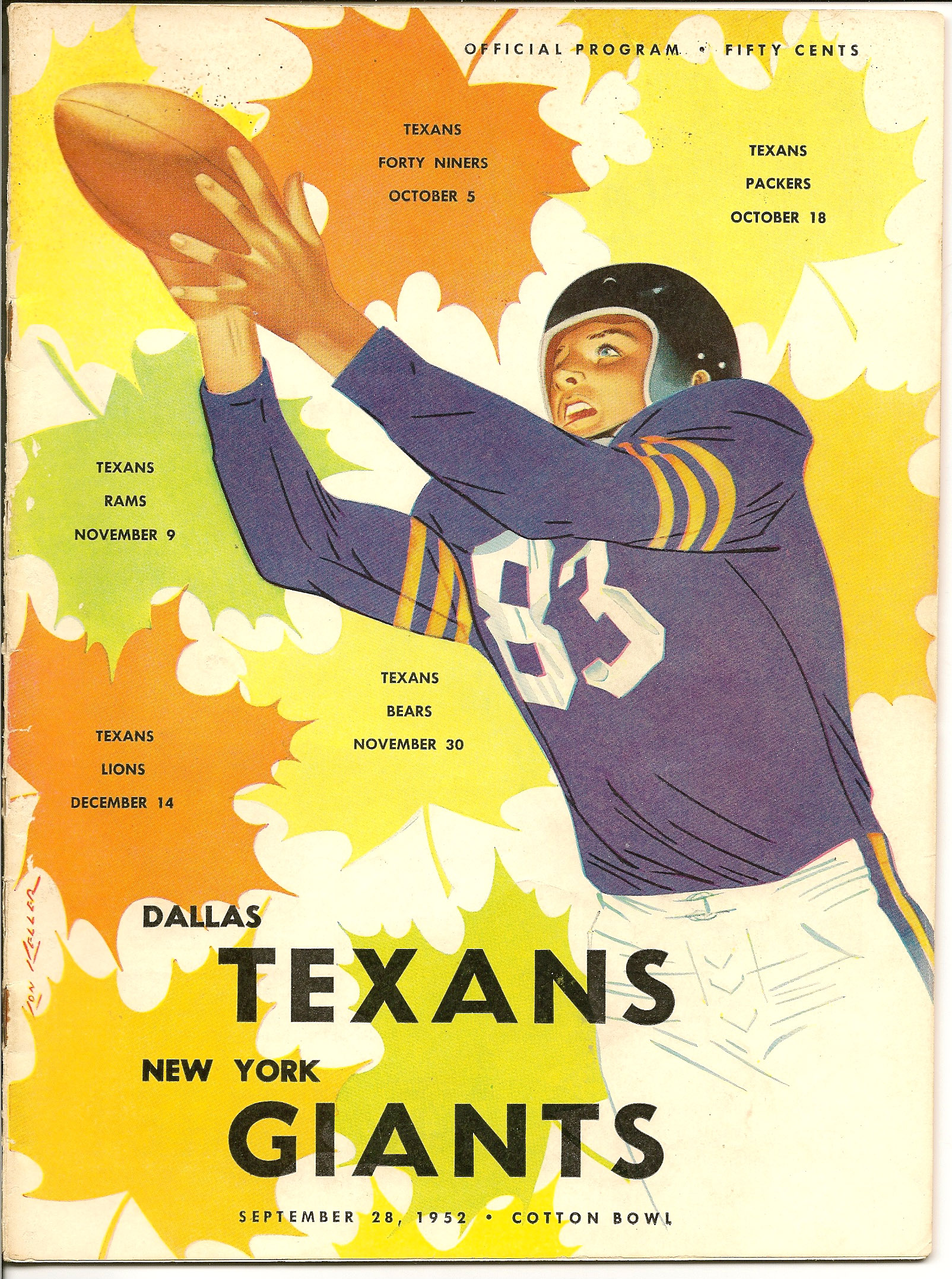
Plakat vom ersten Spiel der Dallas Texans in 1952

Der Eigentümer der Verluste schreibenden Mannschaft New York Yanks Ted Collins sah nach der Saison 1951 keine Chance, das Team weiter zu finanzieren. im Rahmen der Eignerversammlung der NFL Mitte Januar 1952 wurde schließlich der Verkauf des Teams organisiert. Collins gab das Franchise offiziell an die NFL zurück. Um ein neues Franchise bewarben sich die ehemaligen Eigentümer der Baltimore Colts und eine Investorengruppe um den texanischen Textil-Millionär Giles E. Miller. Die NFL sah die größten Chancen in Texas und vergab das Franchise für 300.000 $ nach Dallas. Dabei erhielt Collins 100.000 Dollar und für die Ablösung der Pachtrechte am Yankee Stadium waren 200.000 Dollar zu zahlen. Miller übernahm außerdem das gesamte Equipment und zwölf Spieler der Yanks. Die von den Yanks 1952 gedrafteten Spieler wurden der neuen Mannschaft zugewiesen. Der an Nr. 2 gepickte Les Richter wollte jedoch nicht für die Texans spielen. Er wurde daraufhin im Tausch gegen elf Spieler an die Los Angeles Rams abgegeben.
Zunächst wurde die Mannschaft als Dallas Rangers oder Texas Rangers bezeichnet, bevor mit Dallas Texans am 29. Januar 1952 der endgültige Name festgelegt wurde. Das Eigentümer-Konsortium umfasste zunächst 16, später 19 Personen.
Erster Head Coach des Teams war Jim Phelan.
Die Texans hatten jedoch Probleme ein ausreichendes Zuschauerinteresse zu generieren. Zu ihrem ersten Heimspiel im rund 75.000 Personen fassenden Cotton Bowl, eine 6:24-Niederlage gegen die New York Giants, kamen nur 17.499 Zuschauer. Ein Grund dafür war mangelnde Werbung sowie fehlende Starspieler als Zugpferde. Weiterhin lehnten Teile der Bevölkerung das Team ab, da auch schwarze Spieler verpflichtet wurden. Nennenswerte Einnahmen aus TV-Übertragungen standen auch nicht zur Verfügung, entsprechende landesweite Verträge wurden erst in den Folgejahren abgeschlossen.
Ende Oktober hatten das Team bereits Verluste von 250.000 Dollar eingefahren und war nicht mehr in der Lage die Spielergehälter zu zahlen. Den Eigentümern der Texans war klar, dass das Team entweder mit mehr Zuschauern oder mit einer hohen Kapitalspritze am Leben gehalten werden konnte. Sie sahen keine Chancen die Zuschauerzahlen merklich zu erhöhen und waren nicht mehr gewillt, weiteres Geld in das Franchise zu investieren. Am 12. November wurde mit sofortiger Wirkung das Franchise an die NFL zurückgegeben.
Der Trainingsbetrieb wurde daraufhin nach Hershey (Pennsylvania) verlegt. Es standen neben drei Auswärtsspielen, theoretisch noch zwei Heimspiele aus, eines gegen die Bears und eins gegen die Detroit Lions. Das Spiel gegen die Bears fand am 27. November 1952 in Akron (Ohio) statt und wurde mit 27:23 gewonnen. Das letzte Spiel der Mannschaft erfolgte gegen die Lions fand im Briggs Stadion in Detroit statt. Dieses Spiel verloren die Texans mit 6:41.
Für die Saison 1953 vergab die NFL erneut ein zwölftes Franchise, damit ein ausgeglichener Spielplan aufgestellt werden konnte. Der Zuschlag fiel auf Carroll Rosenbloom für die Baltimore Colts. Die Colts übernahmen einen großen Teil der Ausrüstung und zwölf Spieler der Texans.
Die Probleme mit den Texans hielt die NFL in den nächsten Jahren davon ab, die Liga um weitere neu gegründete Teams zu erweitern. Diese Strategie führte letztendlich 1960 zur Gründung der American Football League. Lamar Hunt nutzte den Namen Dallas Texans für sein Team in dieser Liga, den späteren Kansas City Chiefs.

## Uniform
Die Dallas Texans trugen schwarze Trikots mit weißen Ziffern und weißen bzw. grauen Hosen. Als weitere Jerseyvariante wurden Weiße mit schwarzen Ziffern und drei schwarzen Ärmelstreifen genutzt. Die Strümpfe waren stets schwarz.

## Statistik
| Saison | Siege | Niederlagen | Unentschieden | Punkte erzielt | Punkte zugelassen | Platzierung          | Head Coach |
| ------ | ----- | ----------- | ------------- | -------------- | ----------------- | -------------------- | ---------- |
| 1952   | 1     | 11          | 0             | 182            | 427               | 6. National Division | Jim Phelan |

| Spieltag |                    | Gegner              | Spielort                  | Ergebnis | Zuschauer |
| -------- | ------------------ | ------------------- | ------------------------- | -------- | --------- |
| 1        | 28. September 1952 | New York Giants     | Cotton Bowl               | 6:24     | 17.500    |
| 2        | 5. Oktober 1952    | San Francisco 49ers | Cotton Bowl               | 14:37    | 12.566    |
| 3        | 12. Oktober 1952   | Chicago Bears       | Wrigley Field             | 20:38    | 35.429    |
| 4        | 18. Oktober 1952   | Green Bay Packers   | Cotton Bowl               | 14:24    | 14.000    |
| 5        | 26. Oktober 1952   | San Francisco 49ers | Kezar Stadium             | 21:48    | 26.887    |
| 6        | 2. November 1952   | Los Angeles Rams    | Memorial Coliseum         | 20:42    | 30.702    |
| 7        | 9. November 1952   | Los Angeles Rams    | Cotton Bowl               | 6:27     | 10.000    |
| 8        | 16. November 1952  | Detroit Lions       | Briggs Stadium            | 13:43    | 33.304    |
| 9        | 23. November 1952  | Green Bay Packers   | City Stadium              | 14:42    | 16.340    |
| 10       | 27. November 1952  | Chicago Bears       | Rubber Bowl (Akron, Ohio) | 27:23    | 2.500     |
| 11       | 7. Dezember 1952   | Philadelphia Eagles | Shibe Park                | 21:38    | 18.367    |
| 12       | 13. Dezember 1952  | Detroit Lions       | Briggs Stadium            | 6:41     | 12.452    |

## Mitglieder in der Hall of Fame
| Dallas Texans Hall of Famers | Dallas Texans Hall of Famers | Dallas Texans Hall of Famers | Dallas Texans Hall of Famers |
| Name                         | Position                     | Spielzeit                    | Aufnahme in die HOF          |
| ---------------------------- | ---------------------------- | ---------------------------- | ---------------------------- |
| Art Donovan                  | Defensive Tackle             | 1952                         | 1968                         |
| Gino Marchetti               | Defensive End                | 1952                         | 1972                         |

## Namhafte Spieler
- Joe Campanella, Linebacker
- Brad Ecklund, Center
- Weldon Humble, Guard
- Chuck Ortmann, Halfback, Punter; Returner
- George Taliaferro, halfback, Quarterback
- Frank Tripucka, Quarterback
- Buddy Young, Halfback
- George Young, Defensive Tackle